# Brèves Amours
Pour plus de détails, voir Fiche technique et Distribution.
Brèves Amours (Vacanze d'inverno) est un film italo-français réalisé par Camillo Mastrocinque et Giuliano Carnimeo, sorti en 1959.

## Synopsis
Dans la station de sport d'hiver de Cortina d’Ampezzo, la bourgeoisie s’apprête à fêter la fin de l’année. C’est là, dans l’un des plus beaux hôtels de la ville, que débarquent Alberto Moretti et sa fille Dina qui ont gagné ce séjour de rêve à un jeu télévisé. Alberto se prend au jeu de cette existence facile où les couples adultères et extravagants se défont aussi vite qu’ils se forment. Lui-même s’aventure à séduire une comtesse.

## Fiche technique
- Réalisation : Camillo Mastrocinque et Giuliano Carnimeo, assisté de Michele Lupo
- Scénario : Oreste Biancoli, Fede Arnaud et Jacques Sigurd
- Dialogues : Dominique Feri
- Chef opérateur : Aldo Tonti
- Musique : Armando Trovajoli
- Production : Gallus Film, Sofradis (Paris), Ermano Donati, Carpentieri (Rome)
- Distribution : Sofradis
- Pays :  Italie -  France
- Langue : italien
- Genre : Comédie de mœurs
- Durée : 100 minutes
- Sortie à Paris : 12 novembre 1959
- Affiche : Jouineau Bourduge (France)

## Distribution
- Vittorio De Sica : Maurice
- Michèle Morgan : Steffa Tardier
- Georges Marchal : Georges Tardier
- Eleonora Rossi Drago : comtesse Paola Parioli
- Alberto Sordi : Alberto Moretti
- Pierre Cressoy : comte Alfredo Parioli
- Denise Provence : Marceline
- Renato Salvatori : Gianni
- Dorian Gray : Carol Field
- Arielle Coigney : Dina Moretti
- Christine Kaufmann : Florence
- Giulio Calì : Oncle Carlo
- Lola Braccini